# Elio Ruffo
Elio Ruffo (Bovalino, 1º gennaio 1921 – Bovalino, 16 giugno 1972) è stato un regista italiano.

## Biografia
Elio Lorenzo Ruffo proviene da una famiglia influenzata da idee repubblicane e tradizioni massoniche. Studia giurisprudenza e lavora per qualche tempo come giornalista per diverse testate giornalistiche. Comincia a lavorare nel cinema intorno alla fine degli anni 1940, collaborando come assistente di Mario Sequi, Giorgio Simonelli e altri. Con SOS Africa e modelle vestite nascono anche i primi lavori documentaristici. Nel 1955 viene proiettato nelle sale cinematografiche italiane Tempo d'amarsi, il suo primo lungometraggio autoprodotto in cui affronta i problemi sociali della sua città natale, Reggio Calabria. Il film venne presentato al IX festival di Locarno, dove ricevette una menzione speciale come miglior opera italiana di quell'anno. Dodici anni dopo presentò Una rete piena di sabbia, in cui affronta le stesse tematiche di Tempo d'amarsi.
Fra gli altri lavori minori di Ruffo vi è poi anche un documentario sui cinque martiri di Gerace. Di questo lavoro però, allo stato attuale delle nostre conoscenze, si sono perse le tracce.

## Filmografia

### Regia
- SOS Africo - documentario (1949)
- Tempo d'amarsi (1955)
- Monte della pietà - documentario (1960)[4]
- Una rete piena di sabbia (1967)

### Attore
- Accidenti alla guerra!..., regia di Giorgio Simonelli (1948)